# Steinstrasse (Hamburgs tunnelbana)
Steinstraße station är en tunnelbanestation i stadsdelen Altstadt och Hamburgs innerstad som trafikeras av tunnelbanans linje U1. I stationens närområde finns Deichtorhallen vid Deichtorplatz och Steinstrasse. Stationen öppnade 1960.

## Bilder

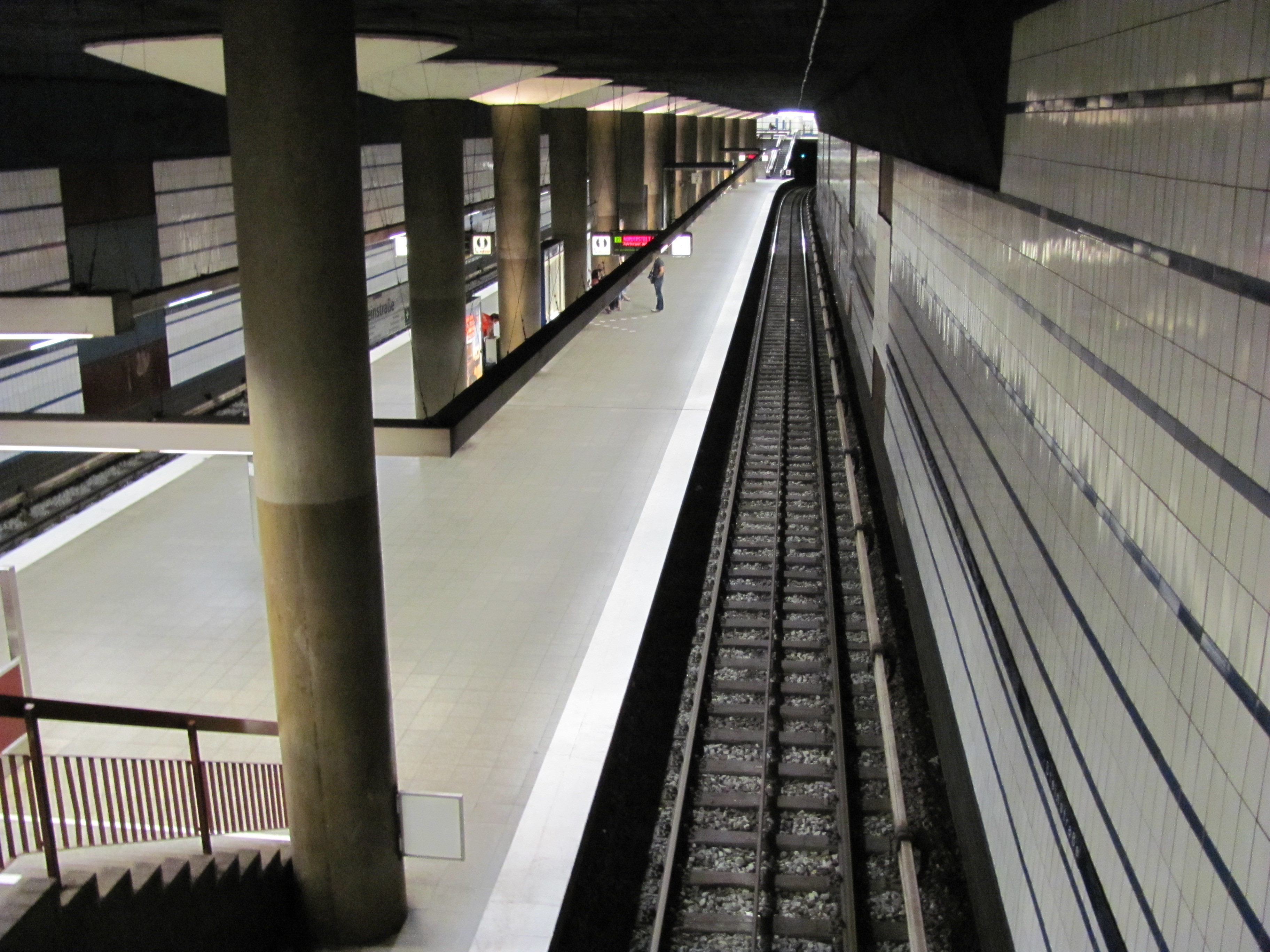
Perrongen på Steinstraßstation
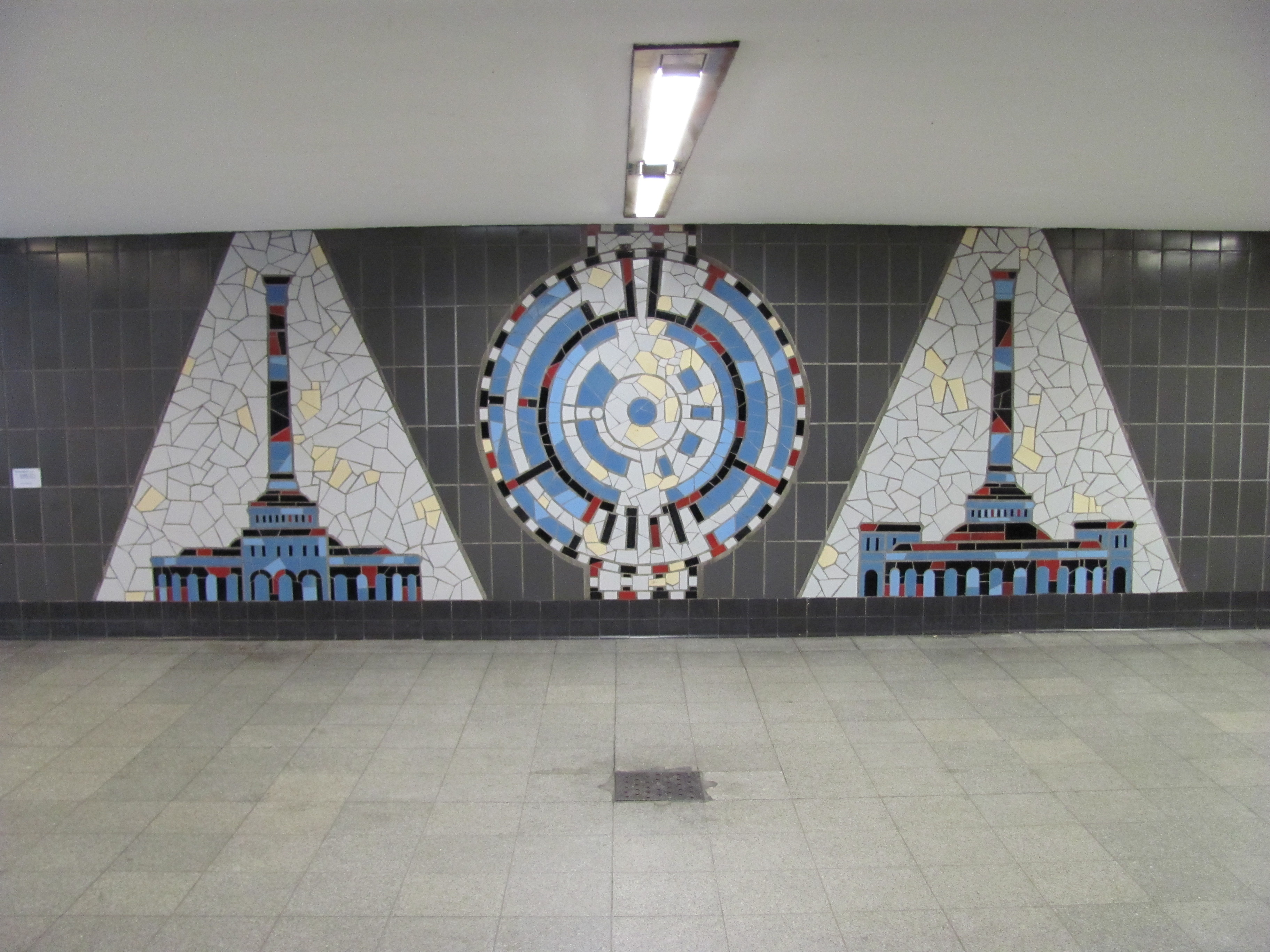
Stationens vägg
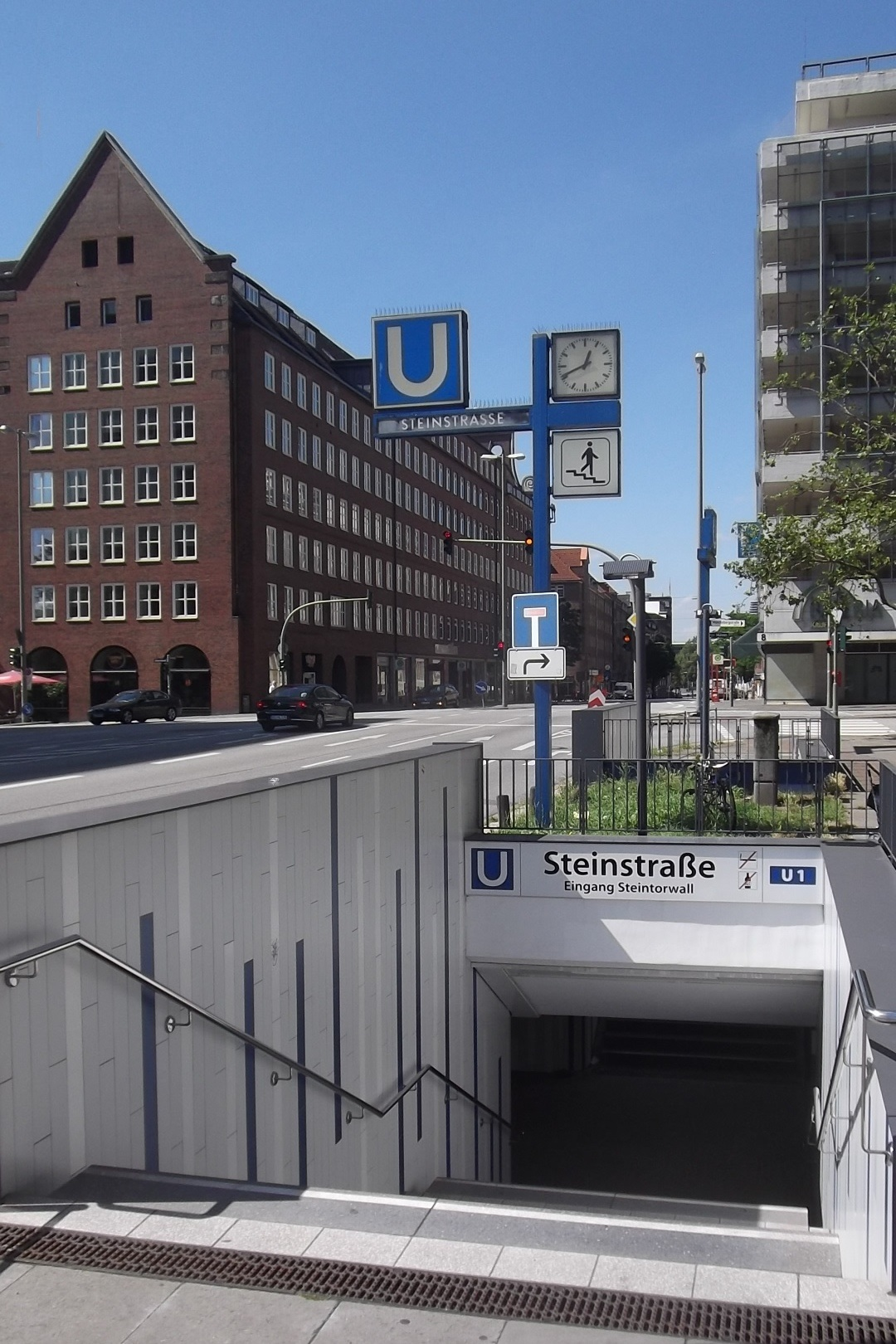
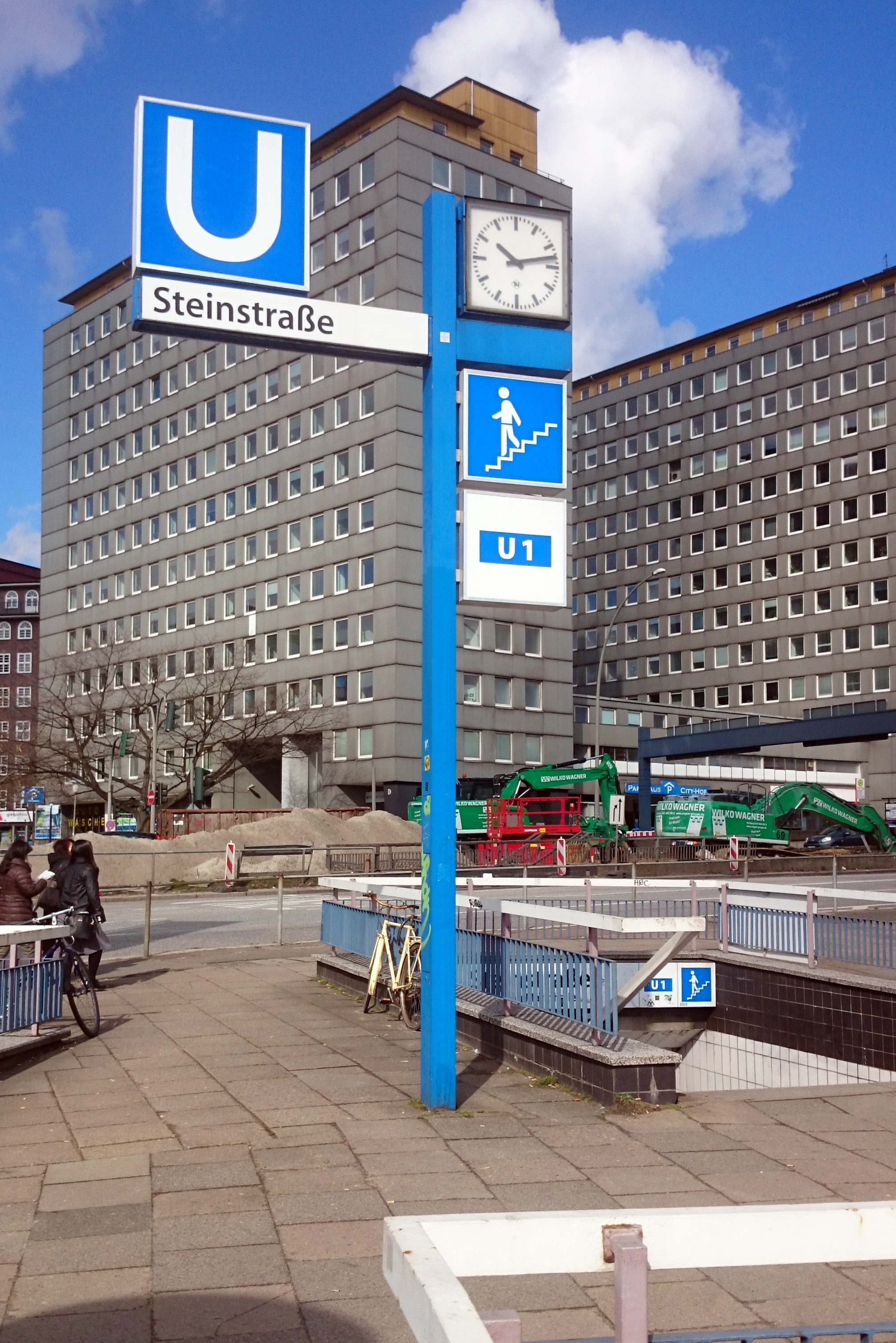